# 西蜀片
西蜀片，又稱西蜀方言 、 西蜀話  ， 是新版《中國語言地圖集》的漢語分區法中漢語西南官話的一個分區，將中華人民共和國 貴州、四川、雲南和重慶四省市一般入聲不派入陽平的方言籠統划為一區。其定義與學者黃雪貞所擬第一版《中國語言地圖集》中的灌赤片比較接近，且分佈地域大體相似。根據古入聲的今讀，其下又分為岷赤小片（入聲獨立成調）、江貢小片（入聲歸入去聲）、雅甘小片（入聲歸入陰平）三個小片。

## 分區
1. :岷赤小片。本小片的特點是古入聲今讀入聲，主要分佈在岷江中下游地區和赤水河流域，西起四川西部的松藩、黑水，橫跨金沙江和赤水河，東達貴州東部的印江，思南。其他還包括雲南省的三個方言點和重慶市的兩個方言點，總數為62個縣市。
貴州省：赤水市 德江縣 鳳岡縣** 湄潭縣** 仁懷市 思南縣 綏陽縣** 桐梓縣 甕安縣** 務川仡佬族苗族自治縣 習水縣 沿河土家族自治縣 印江土家族苗族自治縣 余慶縣** 正安縣** 遵義市** 遵義縣**
四川省：長寧縣 崇州市 大邑縣 都江堰市 峨邊彝族自治縣 峨眉山市 高縣 珙縣 古藺縣 合江縣 黑水縣 洪雅縣 犍為縣 江安縣 筠連縣*  樂山市 瀘縣 瀘州市 馬邊彝族自治縣 茂縣 眉山市 沐川縣 南溪縣 彭山縣 彭州市 郫縣 屏山縣 蒲江縣 青神縣 邛崍市 什邡市 雙流縣 松潘縣 汶川縣 新津縣 興文縣 敘永縣 宜賓市 宜賓縣 滎經縣
雲南省：水富縣 綏江縣 鹽津縣***
重慶市：江津區 綦江縣
註：
1. *筠連的古入聲今讀去聲，但在地理分佈上被岷赤小片隔開，與江貢小片的其他方言不相連，現著重分區結果的整體性，將其畫入岷赤小片。
2. ** 這些市縣的古入聲今均歸陽平：畫入岷赤小片的主要理由是黔北地區的方言是一個整體，一些入字如“骨、哭、出”等讀「ue」韻，“姐”和“擠”同音等均與其他貴州方言不同而與岷赤小片接近。
3. ***雲南鹽津古入聲今讀去聲，因與江貢小片的其他方言被岷赤小片隔開，現將其畫入岷赤小片。
4. 雲南省威信縣方言的古入聲今讀去聲，在1986年學者黃雪貞的《西南官話的分區（稿）》被劃入灌赤片仁富小片 [2]。但由於其在地理分佈上被成渝小片隔開，與江貢小片的其他方言不相連，現著重分區結果的整體性，亦被畫入了成渝小片。
5. 第一版中原屬岷江小片入聲獨立區的西充縣 鹽亭縣 射洪縣 溫江區 新都區 嘉陵區 夾江縣 丹棱縣 在此次西南官話劃分中也因為著重分區結果整體性的原因，前六個區/縣被畫入川黔片成渝小片 , 後兩個縣被畫入雅甘小片。此外，根據2011年《雅安等八區縣方言音系調查研究》及《四川省西昌等七縣市方言音系比較研究》的研究成果，[3] [4]瀘定縣實際為入聲獨立區，而冕寧縣入聲派入陽平，兩者均不應當劃入雅甘小片。

2.雅甘小片 本小片的特點是古入聲今讀陰平, 包括12個縣市。
四川省：寶興縣 丹棱縣 甘洛縣 漢源縣 夾江縣 蘆山縣 瀘定縣 名山縣 石棉縣 天全縣 雅安市 冕寧縣
3.江貢小片
本小片的特點是古入聲今讀去聲, 包括8個縣市。
四川省：富順縣 井研縣 隆昌縣 內江市 仁壽縣 榮縣 威遠縣 自貢市

## 聲調
西蜀片擁有陰平，陽平，上聲，去聲四個聲調，其中岷赤小片由於絕大部分方言點古入聲獨立成調的緣故，多出一個入聲，便是五調。西蜀片內部舒聲調型比較一致，而岷赤小片的入聲調型豐富，有高平（55，44），亦有中，低平（33，22），亦有中平（23，34）。西蜀片整體調型如下表所示（江貢小片及岷赤小片除綦江，金仙以外方言點數據均來自語保工程採錄展示平台，雅甘小片數據來自《雅安等八區縣方言音系調查研究》）
| 方言點 | 陰平 | 陽平 | 上聲 | 去聲   | 入聲 |
| ------ | ---- | ---- | ---- | ------ | ---- |
| 綦江話 | 45   | 31   | 42   | 112    | 33   |
| 桐梓話 | 45   | 21   | 42   | 13     | 33   |
| 瀘州話 | 35   | 31   | 53   | 213    | 23   |
| 崇州話 | 55   | 31   | 52   | 213    | 33   |
| 江津話 | 45   | 21   | 42   | 213/13 | 33   |
| 金仙話 | 44   | 31   | 451  | 35     | 34   |
| 西充話 | 35   | 22   | 452  | 214    | 33   |
| 眉山話 | 45   | 31   | 53   | 213    | 24   |
| 樂山話 | 335  | 32   | 42   | 113    | 44   |
| 雅安話 | 45   | 31   | 42   | 213    | 45   |
| 名山話 | 45   | 21   | 42   | 34     | 45   |
| 寶興話 | 55   | 21   | 41   | 24     | 55   |
| 石棉話 | 55   | 31   | 51   | 323    | 55   |
| 天全話 | 55   | 31   | 42   | 323    | 55   |
| 自貢話 | 35   | 21   | 42   | 214    | 214  |
| 井研話 | 35   | 31   | 42   | 214    | 214  |
| 榮縣話 | 45   | 31   | 42   | 214    | 214  |
| 內江話 | 45   | 21   | 41   | 213    | 213  |